# Pony-Express (Film)
Pony-Express (Originaltitel Pony Express) ist ein amerikanischer Western aus dem Jahr 1953 mit Charlton Heston in der Hauptrolle als Buffalo Bill.

## Handlung
Im Jahr 1860 wird die Gründung des Pony-Express geplant – eines schnellen Postdienstes von Missouri nach Kalifornien. Buffalo Bill Cody und Wild Bill Hickok gehören zu den Männern, die das gefährliche Projekt durchsetzen wollen. Ihr Ziel: Eine schnelle Verbindung zwischen Ost und West schaffen, um Kalifornien an die Union zu binden – bevor sezessionistische Kräfte das verhindern können.
Sie stoßen dabei auf Sabotageversuche, Indianerüberfälle und politische Intrigen. Besonders gefährlich wird es, als Gegner versuchen, die Route zu zerstören und die Bevölkerung gegen den Pony-Express aufzubringen. Buffalo Bill und seine Mitstreiter müssen Mut, Schnelligkeit und Durchhaltevermögen beweisen, um das System aufzubauen und die Nation zu einen.

## Kritik
Das Lexikon des internationalen Films urteilt, der Film sei ein „Standardwestern vor historischem Hintergrund“.